# Réacteur à sels stables
 (novembre 2016).
Si vous disposez d'ouvrages ou d'articles de référence ou si vous connaissez des sites web de qualité traitant du thème abordé ici, merci de compléter l'article en donnant les références utiles à sa vérifiabilité et en les liant à la section « Notes et références ».

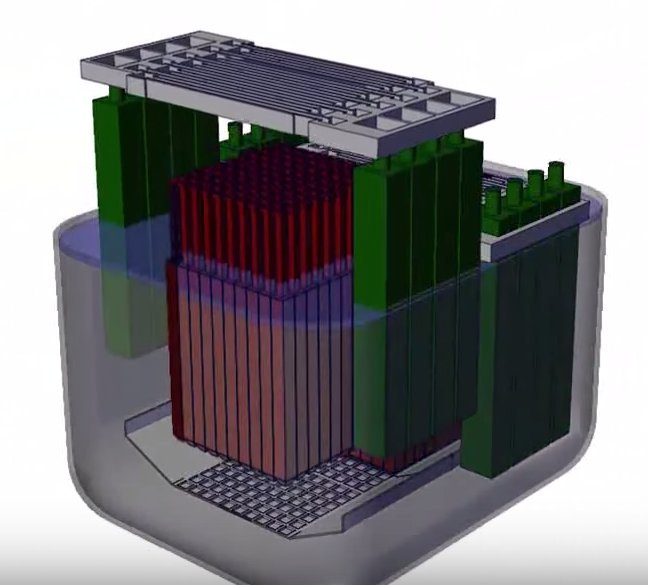
Le cœur du réacteur à sels stables, avec structures de support en gris, échangeurs de chaleur et pompes en vert, et assemblages de combustible en rouge

Le réacteur à sels stables (RSS) est un projet de réacteur nucléaire, développé par la société britannique Moltex Energy LLP. Il représente une percée dans la technologie des réacteurs à sels fondus, permettant d'envisager une énergie nucléaire plus sûre et moins chère.
Les études menées par Moltex Energy démontrent que les réacteurs utilisant des combustibles à sels liquides disposent d'une sûreté supérieure à celle des réacteurs à eau pressurisée. Par ailleurs, des structures et composants de confinement coûteux ne sont pas nécessaires pour les maintenir dans un état stable. Comme l'a montré l'accident de Tchernobyl, les deux sous-produits les plus toxiques pour l'homme et l'environnement sont le césium et l'iode sous forme gazeuse. Ce risque est intrinsèque aux réacteurs utilisant des combustibles solides. A contrario, dans un sel fondu ces produits n'existent pas sous forme gazeuse. Ce sont des sels stables qui ne posent pas de risque de sûreté.
Moltex Energy a utilisé la mécanique des fluides numérique pour démontrer la faisabilité du concept de combustible statique. Le combustible solide dans des crayons de combustible est remplacé par un combustible à sels fondus, dans des assemblages très similaires à la technologie actuelle. Le résultat est un réacteur simple, à faible coût, qui utilise des composants du parc nucléaire actuel tout en y ajoutant les avantages de sûreté d'un combustible à sels fondus.

## La technologie des sels stables

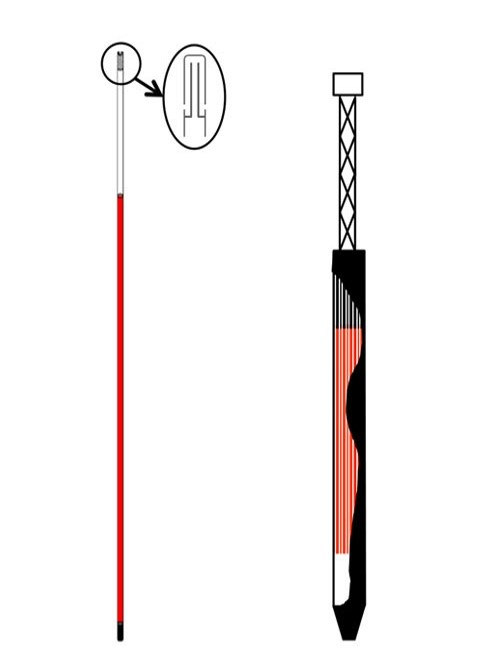
Un crayon de combustible avec évacuation de gaz « cloche de plongée », et un assemblage complet

L'unité de base du cœur du réacteur est l'assemblage de combustible. Chaque ensemble contient près de 400 tubes de combustible de 10 mm de diamètre avec un enroulement de fil hélicoïdal 1 mm rempli à une hauteur de 1,6 mètre avec du sel de combustible. Les tubes sont équipés en haut de « cloches de plongée » pour permettre aux gaz de fission de s'échapper.
Une caractéristique inhabituelle de la conception du réacteur est que le cœur est de forme rectangulaire. Inefficace du point de vue neutronique par rapport à un cœur cylindrique, cette conception permet pourtant une simplification considérable du mouvement des assemblages de combustible, et une extension du cœur au besoin simplement en ajoutant des modules supplémentaires.
Les assemblages sont déplacés latéralement à travers le cœur, avec des nouveaux assemblages entrant latéralement dans des directions opposées, similaire au ravitaillement des réacteurs CANDU. Ils sont soulevés légèrement pour les déplacer vers la position suivante, restant dans le liquide de refroidissement à tout moment.

## Construction modulaire

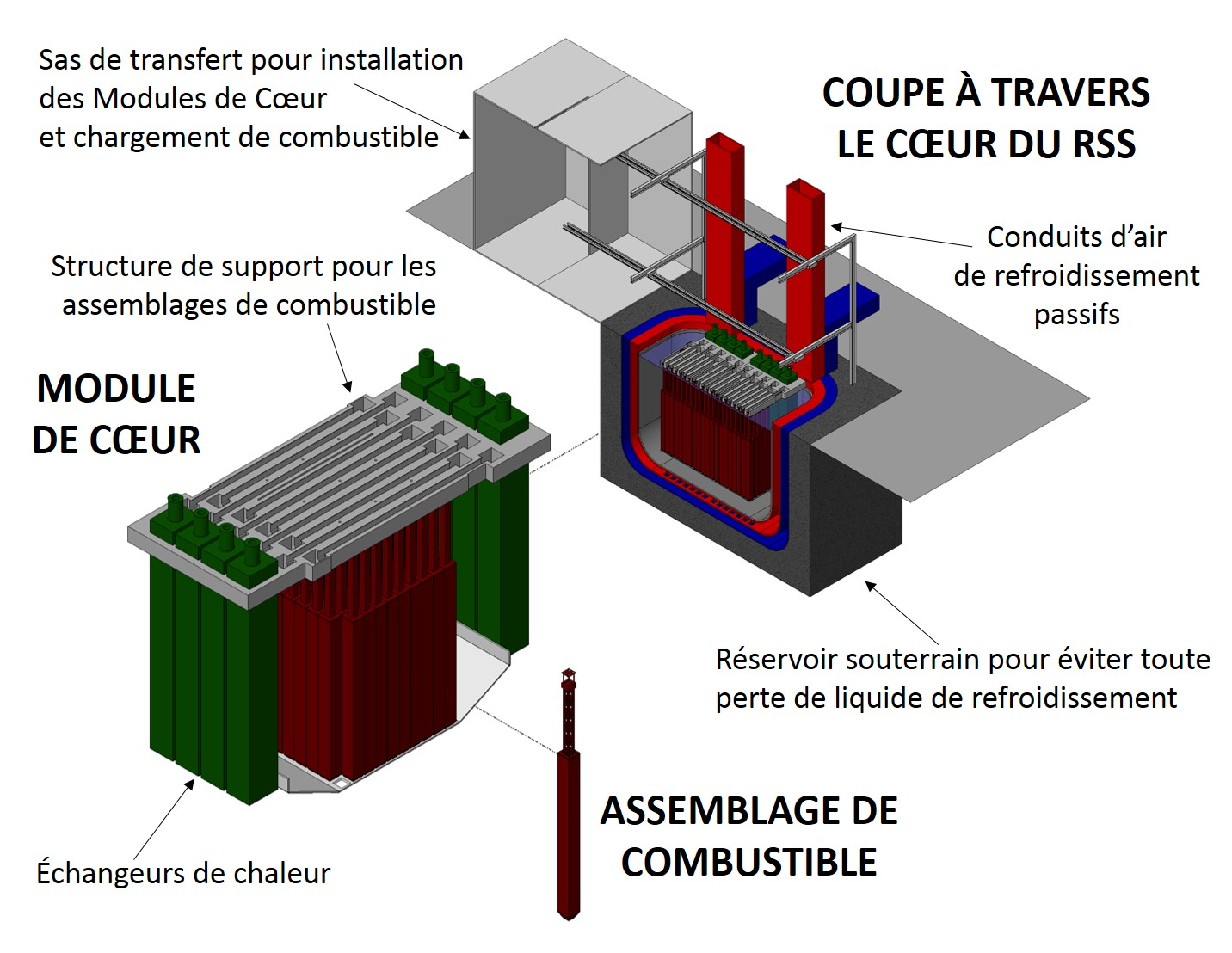
Module de réacteur, et cœur de réacteur de 300 MWe avec 2 modules.

Le cœur du réacteur est composé de modules, ayant chacun une puissance thermique de 375 MW et contenant 10 rangées de 10 assemblages de combustible, une grille support supérieure et inférieure, des échangeurs de chaleur, des pompes, des ensembles de commande et d'instrumentation. Au moins deux de ces modules sont assemblés côte à côte dans un réservoir de réacteur rectangulaire. Un réacteur de 1 200 MWe est possible dans un réservoir qui peut être livré par camion. Cette technologie est ainsi considérablement plus compacte que celle des réacteurs d'aujourd'hui.
Les modules (sans leurs assemblages) sont livrés sur le chantier de construction pré-assemblés et contrôlés, en tant que composants uniques transportables par route. Ils sont installés dans le réservoir en acier inoxydable lorsque la phase de génie civil est terminée au cours de la mise en service.
La partie supérieure du réacteur est constituée d'un dôme de confinement rempli d'argon comportant deux systèmes de grue, un dispositif à faible charge conçu pour déplacer les assemblages de combustible dans le cœur du réacteur et un dispositif à charge élevée destiné à soulever et abaisser des assemblages de combustible dans le liquide de refroidissement et permettre le remplacement de modules entiers. Tout l'entretien du réacteur est effectué à distance.

## Sûreté
Le Réacteur à Sels Stables (RSS) a été conçu avec des mécanismes de sûreté intrinsèques en première ligne de défense. Aucun système actif ou d'opérateur n'est nécessaire pour maintenir le réacteur dans un état sûr et stable. Les principales caractéristiques de sûreté du RSS sont présentées ci-dessous.

### Contrôle de réactivité
Le RSS s'auto-régule ; aucun contrôle mécanique n'est donc nécessaire. Il existe un excès de réactivité nul à tout moment, rendu possible par la combinaison d'un coefficient élevé de contre réactivité à la température et la capacité d'extraire la chaleur constamment des crayons de combustible. Quand la chaleur est retirée du système, la température descend et la réactivité augmente. Lorsque le réacteur se réchauffe, la réactivité diminue : il est stable à tout moment.

### Terme source volatil
L'utilisation d'un combustible à sels fondus avec une chimie adaptée élimine les termes sources volatils dangereux de l'iode et du césium. Un confinement à plusieurs couches est superflu pour la prévention des panaches radioactifs dans l'atmosphère dans les scénarios d'accidents graves.

### Absence de hautes pressions
Les pressions élevées dans un réacteur constituent une force motrice pour la dispersion de matières radioactives provenant du réacteur. L'utilisation de combustible et liquide de refroidissement à sels fondus, et la séparation physique du système de production de vapeur du cœur radioactif par l'utilisation d'une boucle de refroidissement secondaire, éliminent du réacteur ces forces motrices. Des pressions élevées à l'intérieur des tubes de combustible sont évitées en évacuant les gaz de fission.

### Réactivité chimique
Le Zirconium dans un REP et le sodium dans un réacteur rapide créent un potentiel pour des risques d'explosion et d'incendie graves. Aucune matière chimiquement réactive n'est présente dans le RSS.

### Évacuation de la puissance résiduelle
Lors de l'arrêt des réacteurs nucléaires, environ 1 % de la puissance continue d'être généré. Dans les réacteurs classiques, enlever cette chaleur passivement est difficile en raison de leurs basses températures. Le RSS fonctionne à des températures beaucoup plus élevées de sorte que cette chaleur puisse être rapidement transférée hors du cœur. Dans le cas d'un arrêt du RSS et de l'échec de tous les systèmes actifs d'élimination de chaleur, la puissance résiduelle du cœur est dissipée par des conduits d'air de refroidissement placés autour du réservoir qui fonctionnent en permanence. Le mécanisme principal de transfert de chaleur est radiatif. Le transfert de chaleur augmente sensiblement avec la température : il est donc négligeable dans les conditions d'exploitation, mais suffisant pour l'élimination de la chaleur résiduelle à des températures plus élevées d'accidents. Les composants du réacteur ne sont pas endommagés lors de ce processus et l'installation peut être redémarrée après.

## Combustible et matériaux
Le combustible est constitué de deux tiers de chlorure de sodium (sel de table) et un tiers de plutonium et d'un mélange de trichlorures de lanthanides / actinides. Le combustible pour les six premiers réacteurs devrait provenir de stocks de dioxyde de plutonium pur, de combustible nucléaire usé conventionnel retraité par PUREX, mélangé avec du trichlorure d'uranium appauvri pur. Du combustible supplémentaire peut provenir de déchets nucléaires retraités de la flotte actuelle des réacteurs.
En tant que trichlorure, l'uranium appauvri est beaucoup plus stable thermodynamiquement que les sels fluorures correspondants et peut donc être maintenu dans un état fortement réducteur par un contact avec du métal de zirconium sacrificiel de qualité nucléaire, ajouté sous forme d'un revêtement sur le tube de combustible, ou d'une insertion dans le tube. Par conséquent, le tube de combustible peut être réalisé en acier standard certifié nucléaire, sans risque de corrosion. Comme le réacteur fonctionne en spectre rapide, les tubes sont exposés à un flux neutronique très élevé et souffrent d'un niveau élevé de dégâts (dpa), estimé à 100-200 dpa sur la vie du tube. Les aciers hautement tolérants aux dommages neutroniques, tel que PE16 seraient utilisés pour les tubes. Une évaluation est également en cours pour d'autres aciers avec des données pour neutrons rapides tels que HT9, NF616 et 15-15Ti.
La densité de puissance moyenne dans le sel de combustible est 150 kW / l qui permet une marge très généreuse pour la température du sel en dessous de son point d'ébullition. Des pics de puissance à deux fois ce niveau pendant des périodes considérables ne dépassent pas les conditions d'exploitation sécuritaires pour le tube de combustible.

## Liquide de refroidissement
Le sel de refroidissement dans le réservoir du réacteur est un mélange des Fluorures de sodium et de zirconium. Le zirconium n'est pas de qualité nucléaire et contient encore environ 2 % de Hafnium, avec un effet minime sur la réactivité du cœur, un faible coût pour le sel de refroidissement et une protection neutronique très efficace. 1 mètre de ce sel de refroidissement diminue le flux neutronique de 4 ordres de grandeur. Tous les composants du RSS sont protégés par ce liquide de refroidissement.
Le liquide de refroidissement contient également 1 mol% de zirconium métallique (qui se dissout pour former 2 moles% ZrF2). Cela réduit son potentiel redox à un niveau qui le rend pratiquement non-corrosif pour les aciers standards. Le réservoir du réacteur, les structures de support et les échangeurs de chaleur peuvent donc être construits à partir d'acier inoxydable standard 316L.
Le sel de refroidissement est mis en circulation à travers le cœur du réacteur par des pompes fixées aux échangeurs de chaleur dans chaque module. Les débits sont modestes, environ 1 m / sec, donc la puissance nécessaire pour les pompes est faible. Il existe une redondance pour continuer à fonctionner en cas de défaillance d'une pompe.

## Une solution aux déchets nucléaires
La plupart des pays nucléarisés choisissent de stocker leurs combustibles nucléaires irradiés sous terre, attendant que le niveau de leur radioactivité atteigne celle de la radioactivité naturelle. En tant qu'incinérateur, le RSS peut apporter une autre manière de gérer ces déchets.
Fonctionnant dans le spectre rapide, le RSS est efficace pour transmuter les actinides à vie longue en isotopes plus stables. Actuellement, les réacteurs alimentés par du combustible retraité ont besoin de plutonium de très haute pureté pour faire une pastille stable. Tant qu'il peut atteindre la criticité, le RSS peut avoir tout niveau de contamination des lanthanides et des actinides dans son combustible.
La méthode utilisée, basée sur un traitement pyrolytique, est bien comprise. Un traitement pyrolytique pour le RSS utilise seulement un tiers des étapes d'un traitement pyrolytique classique ce qui le rendra encore moins cher. Selon les estimations des laboratoires nationaux du Canada, le traitement pyrolytique classique permettrait d'économiser la moitié du coût du retraitement conventionnel.
Le flux de déchets sortant du RSS se présente sous forme de sel solide dans des tubes. Cette matière peut être vitrifiée et stockée sous terre pendant plus de 300 000 ans selon la stratégie actuelle, ou elle peut être retraitée. Dans ce cas, les produits de fission seraient séparés et stockés en toute sécurité au niveau du sol pour les quelques centaines d'années nécessaires à leur désintégration à des niveaux semblables au minerai d'uranium. Les actinides gênants à vie longue et le combustible restant seraient renvoyés dans le réacteur pour fissionner ou être transmutés en isotopes plus stables.

## Autres modèles de réacteurs à sels stables
La technologie du RSS est très flexible et peut être adaptée à plusieurs modèles de réacteurs. L'utilisation d'un combustible à sels fondus dans des assemblages de combustible standards permet d'envisager des versions à sels stables pour plusieurs de la grande variété de réacteurs nucléaires.
Toutefois, Moltex Energy souhaite concentrer ses efforts sur le développement du RSS incinérateur en spectre rapide présenté précédemment, en raison de son coût anticipé plus faible et des défis techniques moindres.
À plus long terme, l'utilisation des sels fondus dans des tubes offrent de nouvelles perspectives. Ceux-ci ont été développés à un niveau conceptuel pour confirmer leur faisabilité. Ils comprennent :
- Bruleur d'Uranium (RSS-U) : Un réacteur à spectre thermique brûlant de l'uranium faiblement enrichi serait mieux adapté aux pays disposant d'un parc nucléaire embryonnaire. Ce brûleur serait modéré avec du graphite qui fait partie de l'assemblage de combustible.
- Thorium Breeder (RSS-Th) : Ce réacteur contient du thorium dans le sel de refroidissement qui peut générer du combustible nouveau. Le thorium est une source abondante de combustible qui peut assurer une sécurité énergétique aux pays sans réserves d'Uranium autochtones.

Avec cette variété d'options de réacteurs et les grandes réserves mondiales disponibles d'uranium et de thorium le RSS peut alimenter la planète pendant plusieurs milliers d'années.

## Coûts
L'urgence climatique appelle le secteur nucléaire à développer des technologies compétitives qui puissent se développer à grande échelle.
Le coût de base en capital du RSS a été évalué de manière indépendante par une entreprise d'ingénierie britannique à 1 500 € / kW . À titre de comparaison, le coût en capital d'une centrale moderne au charbon aux États-Unis est de 2 930 € / kW et le coût des futurs réacteurs EPR d'Hinkley Point de 6 750 € / kW. La compétitivité du RSS pourrait encore se renforcer avec le développement de la modularité, laquelle permettrait de réaliser des économies d'échelle en s'appuyant sur l'effet de série.
Ce coût en capital faible donne lieu à un coût moyen actualisé de l'électricité (LCOE) de 35 € / MWh, avec un potentiel de réduire ce coût de manière significative, en raison de la simplicité et la sûreté intrinsèque du RSS.
L'Agence Internationale de l'Énergie (IEA) prévoit un développement de l'énergie nucléaire avec l'installation de 219 GWe supplémentaires d'ici 2040. Grâce aux gains de compétitivité de sa technologie, Moltex Energy prévoit que le RSS concurrencera les énergies carbonées, en accédant à un marché de plus de 1 300 GWe d'électronucléaire d'ici 2040.

## Avancement
Un brevet britannique a été délivré en 2014. Un pré-concept a été étudié, et un dossier de sûreté est en bonne voie pour démarrer des échanges formels avec les autorités de sûreté.